# 전남조리과학고등학교
전남조리과학고등학교(全南調理科學高等學校)는 대한민국 전라남도 곡성군 곡성읍 교촌리에 있는 공립 고등학교이다.

## 학교 연혁
- 1951년 9월 25일 : 구제 곡성 농림중학교를 곡성농업고등학교로 편입 개교, 초대 차준철 교장 취임
- 1967년 10월 30일 : 곡성실업고등학교로 개칭
- 1974년 12월 11일 : 곡성종합고등학교로 개칭
- 1991년 3월 1일 : 곡성실업고등학교로 개칭
- 2006년 3월 1일 : 전남조리과학고등학교로 교명 변경
- 2024년 3월 1일 : 제34대 유성우 교장 부임
- 2025년 1월 10일 : 제74회 졸업 54명(졸업생 총수 7,936명)

## 설치 학과
- 조리과

## 참고 자료
- 전남조리과학고등학교 - 한국교육학술정보원 학교알리미